# Рейтель, Яанус
Яанус Рейтель (эст. Jaanus Reitel; 22 января 1984, Пайде) — эстонский футболист и тренер.

## Биография
В качестве футболиста выступал за любительские клубы низших лиг Эстонии.
В начале тренерской карьеры работал, как правило детским тренером, в эстонских клубах «Элва», «Пайде ЛМ», таллинских «Коткад», «Нымме Юнайдед», тартуском «СК 10», был главным тренером любительского клуба «Кристийне» (Таллин). В числе его воспитанников — игрок сборной Эстонии Сёрен Калдма. Также работал в зарубежных клубах — нидерландском «Алмере Омниворлд» (2008), норвежской «Фрейе», американских «Датч Тотал Соккер», «Нью-Джерси» и «ДжПС Нью-Йорк». В 2018—2019 годах был главным тренером юношеского состава финского клуба «КТП» (Котка), по другим данным — работал с молодёжной командой финского клуба «Каухайоэн Карху».
В январе 2020 года назначен главным тренером аутсайдера высшего дивизиона Руанды «Хирос» из столичного пригорода Кичукиро, подписав полугодовой контракт. Под его руководством клуб смог подняться с последнего места на предпоследнее. Однако чемпионат не был доигран до конца из-за пандемии Ковид и клуб был понижен в классе решением футбольных властей, в итоге тренер вернулся на родину.
В декабре 2020 года стал главным тренером клуба высшего дивизиона Эстонии «Тулевик» (Вильянди). В сентябре 2021 года покинул клуб по соглашению сторон. Под его руководством «Тулевик» шёл в нижней половине таблицы, выиграв 7 матчей и 2 раза сыграв вничью из 24-х матчей, однако смог дойти до полуфинала Кубка Эстонии.
В 2022 году тренер возглавил клуб третьего дивизиона Эстонии «Велко» (Тарту). Имеет тренерскую лицензию «А».